# Marcus Paus
Marcus Nicolay Paus (prononciation norvégienne : [ˈmɑɾ.kʉs ˈpæʉs] ; né le 14 octobre 1979) est un compositeur norvégien et l'un des compositeurs scandinaves contemporains les plus joués. En tant que compositeur contemporain classique, il est reconnu comme un représentant d'une réorientation vers la tradition, la tonalité et la mélodie, et ses œuvres ont été saluées par la critique,, en Norvège et à l'étranger. Son œuvre comprend de la musique de chambre, des œuvres chorales, des œuvres solo, des concerts, des œuvres orchestrales, des opéras, des symphonies et de la musique d'église, ainsi que des œuvres pour le théâtre, le cinéma et la télévision. Paus est considéré comme "l'un des compositeurs classiques les plus célébrés de Norvège" et "le principal compositeur norvégien de sa génération.".
Bien que souvent tonale et mélodique, la musique de Paus utilise un large éventail de techniques traditionnelles et modernistes, et plusieurs des œuvres de Paus ont été influencées par la musique folklorique et la musique classique non occidentale. Paus s'est décrit lui-même comme un "mélodiste", "anarcho-traditionaliste" ou un compositeur humaniste, et est connu pour plaider en faveur du pluralisme musical. Il a "acquis une réputation de compositeur contemporain prolifique, polyvalent et hautement communicatif" dont "les œuvres tournent autour d'une forte appréciation de l'utilisation fonctionnelle des harmonies et formes traditionnelles, combinée à son langage expressif contemporain unique et idiosyncrasique". Il a également été décrit comme un moderniste lyrique ou un compositeur postmoderne. En 2022, Paus a été commandité par les Forces armées norvégiennes pour écrire une œuvre majeure "identitaire et unificatrice" pour les forces armées.
Marcus Paus a mis en musique des poètes et des écrivains tels que Dorothy Parker, W.B. Yeats, Oscar Wilde, Siegfried Sassoon, Richard Wilbur, William Shakespeare, Christina Rossetti, Emily Dickinson et Anne Frank, et les Norvégiens André Bjerke, Jens Bjørneboe, Arne Garborg, Knut Hamsun, Johan Falkberget, Harald Sverdrup et Ole Paus. Ses œuvres de musique d'église comprennent O Magnum Mysterium et Requiem. Il est l'un des rares compositeurs d'opéra contemporains norvégiens et a écrit plusieurs opéras pour enfants en coopération avec Ole Paus. Il co-anime la série de podcasts Paus og Castle blir kloke på musikklivet (Paus et Castle Figure Out Music Life) avec le musicien punk et rap Kim Morten Mohn.

## Biographie
Marcus Paus est né à Oslo et est le fils de l'un des auteurs-compositeurs-interprètes les plus connus de Norvège, Ole Paus, et de l'ancienne pop star Anne-Karine Strøm,. Il a grandi dans l'arrondissement de Røa à Oslo. Son grand-père, le général Ole Paus, était à la tête du groupe armé du service de renseignement militaire du Haut Commandement norvégien en exil à Londres pendant la Seconde Guerre mondiale, l'un des fondateurs du Service de renseignement norvégien et plus tard le Norvégien le plus gradé de la structure de commandement de l'OTAN dans les années 1970 ; il est né et a grandi à Vienne, fils du consul général de Norvège Thorleif Paus et d'une mère viennoise, Gabriele (Ella) Stein, dont la famille s'était convertie du judaïsme au catholicisme. Le père d'Ella, l'avocat viennois August Stein (1852-1890), a quitté la communauté juive de Vienne en 1877, a fait baptiser ses enfants catholiques en 1885/86. Le nom de famille était officiellement orthographié "von Paus" (ou parfois "de Paus") en Autriche-Hongrie, bien que la famille n'utilise pas de particule en norvégien. La famille Paus faisait partie de l'élite régionale gouvernant le Haut Telemark depuis le début du XVIIe siècle, "l'aristocratie des fonctionnaires" composée de juges et de prêtres de l'Église d'État de Norvège ; sa branche familiale s'est installée comme marchands et armateurs dans la ville portuaire de Skien à la fin du XVIIIe siècle et étaient notés comme des industriels de l'acier millionnaires à Christiania (Oslo) aux XIXe et XXe siècles. La famille était la plus proche parente du dramaturge Henrik Ibsen, qui était un cousin germain de l'arrière-arrière-grand-père de Marcus Paus, l'industriel de l'acier Ole Paus. Son grand-père et son arrière-grand-père ont possédé le château de Kvesarum en Suède jusqu'en 1951.
En 2019, il épouse la compositrice et chanteuse Tirill Mohn, ancienne membre du groupe de rock artistique White Willow et descendante des artistes Christian Krohg et Oda Krohg ; lui et sa femme sont lointainement apparentés car tous deux sont des descendants du premier procureur général de Norvège, Bredo Henrik von Munthe af Morgenstierne Sr.

## Carrière
Paus a fréquenté l'école Waldorf d'Oslo. En tant qu'élève du secondaire dans un lycée musical, il a été profondément influencé par son professeur, le compositeur Trygve Madsen. Il a également suivi deux cours d'été à l'Institute of Musicians à Hollywood au milieu des années 1990. Pendant son adolescence, au début des années 1990, il était actif en tant que guitariste de rock progressif, et a été reconnu dans le Livre Guinness des records comme le guitariste le plus rapide du monde au milieu des années 1990. Paus a quitté la scène du rock progressif vers 1997 et a plus tard été décrit comme "le dernier héros de la guitare".
Il a étudié à l'Académie de musique de Norvège de 1998 à 2002 ; à l'âge de 18 ans, il est devenu l'un des plus jeunes étudiants à être accepté dans son programme de composition. Parmi ses professeurs figuraient Olav Anton Thommessen,. Paus a fait ses débuts en tant que compositeur en 2000 avec le Quatuor à cordes n° 1, basé sur des images d'Edvard Munch, qui a remporté le prix de la Société Grieg d'Oslo. Après avoir obtenu son diplôme, il est parti pour New York, où il a étudié la composition classique à la Manhattan School of Music de 2003 à 2005. À New York, il était étudiant de Richard Danielpour et a passé un semestre à travailler comme son assistant. La percée de Paus en tant que jeune compositeur de premier plan a eu lieu en 2008, avec la Missa Concertante, écrite pour le Festival international de musique d'église d'Oslo,. Son premier opéra, The Witches, avec un livret d'Ole Paus, date également de cette année. En 2010, il a été directeur artistique du Festival d'opéra d'Oslo,. Paus a vécu et travaillé à Berlin de 2011 à 2016, date à laquelle il est rentré en Norvège. Paus est devenu membre de la Société des compositeurs de Norvège en 2005, et fait partie de son comité musical, son organe expert en matière artistique, depuis 2019.

## Style musical
Paus est un représentant reconnu d'une réorientation vers la tradition, tonalité et mélodie. Bien que souvent tonale et mélodiquement entraînante, la musique de Paus utilise une large gamme de techniques traditionnelles et modernistes, y compris l'aléatorisme et les procédures sérielles. L'écriture harmonique de Paus est généralement complexe, combinant des structures non traditionnelles telles que des grappes et des formes harmoniques symétriques avec l'harmonie triadique. Plusieurs œuvres de Paus ont été influencées par la musique folklorique et la musique classique non occidentale, parmi lesquelles Lasuliansko Horo (2004) pour violon et piano (musique folklorique bulgare), le concertino pour flûte A Portrait of Zhou (2012) (musique chinoise), et Fanitull (Devil's Tune) des Deux pièces lyriques (2007) pour orchestre à cordes (musique folklorique norvégienne). Adolescent, Marcus Paus était actif en tant que guitariste de rock progressif, et cette expérience se reflète parfois dans certaines de ses musiques les plus énergiques, comme le Scherzo II de sa Sonate pour violoncelle (2009) et le 3e mouvement, Mosh, de ses Trois mouvements pour violoncelle solo (2012). Paus est également influencé par la musique de film, et a cité John Williams comme une influence importante dans la manière dont il incarne la dissonance et les techniques d'avant-garde dans un cadre tonal plus large,. Il est également inspiré par Ravel et Shostakovich.
En tant que jeune compositeur en 2007, il se décrivait comme un "conservateur culturel non-moderniste" dans son style musical. Dans une interview en 2013, ses points de vue étaient plus nuancés et il a déclaré qu'il n'était pas opposé au modernisme et que le modernisme a inclus des innovations et des contributions importantes, mais qu'il soutient la diversité des styles et influences musicaux, et une "plus grande acceptation d'un style musical inspiré de la tradition". Au fil du temps, Paus a adopté les influences modernistes dans une plus grande mesure, tout en conservant une tonalité et un intérêt pour la tradition ; le critique musical de la NRK, Trond Erikson, a écrit en 2015 que "si quelqu'un pouvait être appelé un moderniste lyrique, ce serait Marcus Paus" et que "Marcus Paus a montré que créer quelque chose de nouveau, d'excitant et de beau n'est pas réservé aux anciens maîtres". Dans une interview en 2017 Paus a dit qu'il se sentait ostracisé par les compositeurs modernistes atonaux plus âgés à la fin des années 1990, mais que "heureusement, le climat est tout à fait différent maintenant, et plus généreux et ouvert d'esprit". En 2020, Paus s'est décrit comme un "anarcho-traditionaliste" qui se sentait obligé de se rebeller contre les préjugés contre les valeurs musicales traditionnelles dans les années 1990 et au début des années 2000. En 2022, il s'est également décrit comme un compositeur humaniste, et a dit que bien que son travail soit souvent inspiré par la tradition, il ne se sent pas lié par celle-ci. Il a également dit qu'il n'a jamais été un anti-moderniste. Guy Rickards a qualifié Paus dans Gramophone de "compositeur postmoderne réussi".
Paus s'est décrit comme un "mélodiste", affirmant que "la mélodie est à la musique ce que le parfum est aux sens : elle stimule notre mémoire. Elle donne un visage à la forme, et une identité et un caractère au processus et aux procédures. Elle n'est pas seulement un sujet musical, mais une manifestation du sujet musical. Elle porte et rayonne la personnalité avec autant de clarté et de poignance que l'harmonie et le rythme combinés. En tant qu'outil de communication aussi puissant, la mélodie ne sert pas seulement de protagoniste dans son propre drame, mais de messager de l'auteur au public". Il se considère comme un "dramaturge musical" qui utilise sa musique pour "s'identifier à quelque chose de préexistant" pour transmettre "quelque chose d'humain".
Paus a déclaré que "les mots sont ma passion. Si je n'étais pas compositeur, j'aurais probablement cherché à devenir poète ou écrivain. Peut-être que mon père, avec son amour pour la relation des mots et de la musique, a eu quelque chose à voir avec ça (...) Je mets en musique ce que j'aime et ce à quoi je ne peux résister. Mettre la poésie en musique est une pulsion (...) Je considère la musique comme un sous-texte et un symbolisme". Paus est membre de la Société Riksmål et dans une interview de 2002, il a lié ses points de vue sur la musique à ses points de vue sur la langue.
Frances Borowsky note que Paus "s'est forgé une réputation de compositeur contemporain prolifique, polyvalent et hautement communicatif" dont "les œuvres tournent autour d'une forte appréciation de l'utilisation fonctionnelle des harmonies et des formes traditionnelles, combinée à son langage expressif contemporain singulièrement idiosyncratique." Danny Riley note que Paus est l'une des "figures musicales clés du paysage compositionnel moderne de la Norvège" et soutient que les compositions de Paus pourraient être vues comme une réaction contre les anciens compositeurs contemporains norvégiens, mais qu'il n'est pas un conservateur pur. Le musicologue Edward Green écrit que la musique de Paus "est ancrée dans la tradition, est imprégnée de la valeur de l'artisanat soigné, et pourtant, en même temps, est passionnée, surprenante, originale, profondément lyrique et fervemment humaniste dans son orientation sociale et politique." Green décrit Paus comme "le principal compositeur norvégien de sa génération." Le journal musical Ballade a qualifié Paus d'omniprésent dans la musique classique contemporaine norvégienne.

## Travail et collaborations
Reconnu pour son écriture virtuose et idiomatique, Paus a collaboré avec certains des meilleurs solistes de Norvège, dont les violonistes Henning Kraggerud et Arve Tellefsen, le saxophoniste Rolf-Erik Nystrøm et la chanteuse Tora Augestad.
Marcus Paus est également connu pour ses collaborations avec d'autres artistes, notamment le peintre suédois Christopher Rådlund, ainsi que le chanteur/compositeur et poète Ole Paus (le librettiste de plusieurs opéras de Paus). Parmi ses autres collaborateurs figurent la réalisatrice Sara Johnsen, le danseur, chorégraphe et fondateur de FRIKAR, Hallgrim Hansegård, et l'actrice Minken Fosheim.
Paus a mis en musique un certain nombre de poètes et d'écrivains, parmi lesquels Dorothy Parker, W.B. Yeats, Oscar Wilde, Siegfried Sassoon, Richard Wilbur, William Shakespeare, Christina Rossetti, Emily Dickinson et Anne Frank, ainsi que les Norvégiens André Bjerke, Jens Bjørneboe, Arne Garborg, Knut Hamsun, Johan Falkberget, Harald Sverdrup et Ole Paus.
Les quatre quatuors à cordes de Paus à ce jour sont tous inspirés de peintres (n°1 et 4 sur des peintures d'Edvard Munch, n°2 sur une peinture de Halfdan Egedius, et n°3 sur des peintures de Christopher Rådlund).
L'œuvre chorale de Paus, The Stolen Child (2009), basée sur la poésie de William Butler Yeats, a été l'une de ses premières œuvres à recevoir un accueil critique international. Écrite pour l'Ensemble 96, elle a été incluse dans leur album Kind (2010) qui présentait de la musique chorale nordique, et qui a été nommé pour le Grammy Award de la meilleure performance chorale. Stephen Eddins a écrit que l'œuvre de Paus est "somptueusement lyrique et magiquement sauvage, et capture magnifiquement le mystère séduisant, le danger et la mélancolie" de Yeats. Kirk McElhearn a écrit que "cela présente un univers sonore qui est stupéfiant et émouvant."
The Beauty That Still Remains de Paus, basé sur le texte original d'Anne Frank, a été commandé par le gouvernement norvégien pour la commémoration officielle de la fin de la Seconde Guerre mondiale en 2015 ; sorti en tant qu'album studio par 2L en 2020, il a été salué par la critique,,. Guy Rickards a noté dans Gramophone que l'œuvre "tire son titre de l'une des citations les plus célèbres, défiante et touchante du Journal d'Anne Frank : 'Je ne pense pas à toute la misère, mais à toute la beauté qui reste encore.' Le sentiment de cette citation, son accent sur le positif en temps de péril extrême, est le pilier autour duquel la cantate extraordinairement belle de Marcus Paus est construite, encapsulée dans le dernier de ses onze mouvements, Epilogue, mettant ces mêmes mots dans un épanchement de mélodie qui est captivant et déchirant à parts égales. (...) C'est de loin la plus belle œuvre de Marcus Paus que j'ai entendue."
Le Concerto pour Timbales et Orchestre de Paus, écrit pour le 250ème anniversaire de l'Orchestre Philharmonique de Bergen, a déclenché le plus grand débat public sur la musique d'art en Norvège depuis les années 1970 avec un grand nombre d'articles de compositeurs norvégiens dans la revue musicale Ballade sur son esthétique et l'avenir de la musique contemporaine. Danny Riley a soutenu qu'"il est tentant de considérer ses pyrotechniques instrumentales comme un vestige des jours de Paus à déchirer la guitare dans des groupes de rock progressif en tant qu'adolescent."
En 2017, l'album Marcus Paus – Odes & Elegies a été sorti par Sheva Contemporary, présentant ses œuvres Un portrait de Zhou, Chansons de Marbre, Shostakovich en Memoriam, Vita et Derniers Rites de l'Amour, interprétées par Tom Ottar Andreassen, l'Orchestre de la radio norvégienne, Henning Kraggerud, Oslo Camerata dirigé par Stephan Barratt-Due et d'autres. L'album a reçu des éloges de la critique,,.
Le musicologue Ralph P. Locke a écrit que les Hate Songs de Paus, basées sur la poésie de Dorothy Parker, "se sont avérées être l'une des œuvres les plus engageantes" ces dernières années; "le cycle exprime le thème préféré de Parker : à quel point les êtres humains sont horribles, en particulier le mâle de l'espèce." En 2018, Tora Augestad et l'Orchestre Philharmonique d'Oslo ont sorti l'album Portraying Passion: Works by Weill/Paus/Ives, avec des œuvres de Kurt Weill et Charles Ives en plus des Hate Songs de Paus, et l'album a remporté le Spellemannprisen 2018 (Grammy Award norvégien) pour le meilleur album classique. Locke a mis en avant l'enregistrement de Hate Songs par Augestad comme l'un des "meilleures œuvres d'opéra et de musique vocale" de cette année. Albrecht Thiemann, rédacteur en chef d'Opernwelt, a qualifié l'œuvre de "captivante, étincelante de spirit" et de "coup qui procure un immense plaisir d'écoute".
Ses œuvres pour enfants comprennent les opéras pour enfants Les Sorcières, basées sur Roald Dahl, et L'Histoire de Pål, l'Enfant de Cendres, tous deux écrits en collaboration avec son père Ole Paus. Son opéra pour enfants Les Enfants de Ginko a été créé à Shanghai en 2020 dans le cadre du projet Ibsen International soutenu par le ministère norvégien des Affaires étrangères.
Son travail comprend également de la musique d'église, notamment le largement interprété O Magnum Mysterium (2007), Missa Concertante (2008) et Requiem (2014), ce dernier écrit avec son père Ole Paus. Le critique musical allemand Jan Brachmann a écrit dans le Frankfurter Allgemeine Zeitung que le O Magnum Mysterium de Paus traduit "le langage harmonieux des bandes originales pour thrillers mystérieux en dévotion pieuse, presque sur le principe : 'Toi, Noël, tu es comme un film de David Lynch, mais avec une fin heureuse et sans morts.'"
En 2018, Julie Kleive et Joachim Kwetzinsky ont sorti l'album En hellig, alminnelig lek (Un Jeu Sacré, Ordinaire) avec des chansons de Paus basées sur la poésie d'André Bjerke. En 2020, Kleive et Kwetzinsky ont sorti l'album Dypt i forledelsen (Profondément dans la Séduction) avec des chansons de Paus basées sur la poésie de Jens Bjørneboe. La critique musicale Maren Ørstavik a décrit ce dernier comme "un cycle de chansons solide et moderne" écrit avec "un sens des mélodies chantables, des formes classiques et une instrumentation traditionnelle" et a noté qu'"il est intéressant de comparer les deux œuvres, qui démontrent que Paus est un compositeur original malgré les formes et l'instrumentation conventionnelles".
En 2020, Paus a sorti le cycle de chansons Good Vibes in Bad Times, écrit pour la mezzo-soprano Tora Augestad sur des textes de Donald Trump reconceptualisés en poèmes. Paus a déclaré que "ces textes offrent une perspective humanisante, nous permettant de compatir là où la réalité laisse peu de place pour cela, plus qu'une simple satire de Trump (ce qu'ils sont, bien sûr, de toute évidence)".
Dans une critique de la musique de film de Paus pour Mortal (2020), Jonathan Broxton a écrit que l'œuvre est "susceptible d'être retenue comme la percée d'un superbe 'nouveau' talent parce que si c'est une indication de son travail, il va devenir très important très bientôt". Paus a été nommé pour les Movie Music UK Awards 2020 ; Broxton a écrit que Paus, "qui est déjà considéré comme un prodige dans les cercles classiques, m'a époustouflé avec la bande sonore du film fantastique/horreur Mortal". Paus a également été nommé pour un Amanda Award et comme le candidat norvégien pour le Nordic Film Music Days - HARPA Award 2021 pour cette œuvre ; le jury HARPA l'a décrite comme "une œuvre orchestrale mature qui se ressent à la fois introvertie et extravertie, peignant son fantastique tableau par de larges traits impressionnistes". Daniel Schweiger a décrit Mortal comme "vraiment foudroyant en annonçant le talent symphoniquement vengeur de Paus à un plus grand terrain de jeu".
En 2020, l'œuvre de Paus Ingenting forsvinner (Rien ne disparaît), avec des paroles de Ole Paus, a été interprétée pour la première fois par le NyNorsk Brass Quintet et Tora Augestad ; Paus a décrit l'œuvre comme "équivalente à une épitaphe, une confession, une prière et une menace". En 2021, le concerto pour guitare Decameron et le concerto pour violon Voyage ont été joués pour la première fois par l'Orchestre Philharmonique Arctique Norvégien avec les solistes Petter Richter et Miriam Helms Ålien. En 2021, le concerto pour tuba Tuba Mirum a été joué pour la première fois par le tubiste August Schieldrop et l'Orchestre Philharmonique d'Oslo.
Le double album Cabin Fever: Pandemic Works (Sheva Contemporary, 2022) contient de nouvelles œuvres écrites pendant la pandémie de corona, interprétées par l'Orchestre Philharmonique Arctique Norvégien et divers musiciens. L'album Requiem/Trisyn/Læreren som ikke ble (2022) contient notamment le Requiem de Marcus et Ole Paus et L'Enseignant qui ne devait pas être de Paus et Olav Anton Thommessen.
En 2022 les Forces armées norvégiennes, ont commandé à Paus une œuvre majeure pour raconter les histoires des récipiendaires de la plus haute distinction de Norvège, la Croix de Guerre. Les Forces armées ont déclaré que l'idée est que l'œuvre sera un travail "constructeur d'identité et unificateur" majeur pour les forces armées. Il s'agissait de la plus grande commande dans l'histoire de la musique militaire norvégienne. Pendant l'invasion russe de l'Ukraine cette année-là, Paus a composé la chanson "Slava Ukraini!", qu'il a décrite comme une chanson de résistance. Paus a déclaré que "l'œuvre semble toucher de nombreuses personnes, y compris celles qui sont au cœur de la zone de combat. Il n'y a pas de tâche plus noble pour la musique que d'unir et de réconforter les gens.",,
Paus a exprimé son intérêt pour écrire un opéra basé sur Peer Gynt d'Ibsen.

## Autres activités
À partir de 2021, Paus co-anime le podcast Paus og Castle blir kloke på musikklivet (Paus et Castle Découvrent la Vie Musicale) avec son beau-frère, le musicien punk et rap et producteur musical Kim Morten Mohn (également connu sous le nom de scène Kim Castle). Paus a joué un solo de guitare électrique sur le single de 2021 "Mamman og Pappans Anthem (feat. Marcus Paus)" sorti par le duo électronique detdusa ; c'était la première apparition de Paus en tant qu'interprète depuis les années 1990.

## Œuvres choisies

### Œuvres orchestrales
- War Cross (Krigskorset) (2022), écrit pour les Forces armées norvégiennes
- Tuba Mirum (2021), écrit pour l'Orchestre philharmonique d'Oslo et le tubiste August Schieldrop
- Decameron: Concerto Rifugio (2020)
- Love's Last Rites (2017)
- Concerto pour timbales et orchestre (2015), écrit pour l'Orchestre philharmonique de Bergen
- Hate Songs pour mezzo-soprano et orchestre (2013-14), texte de Dorothy Parker
- Musique pour orchestre (2012)
- A Portrait of Zhou (Concertino pour flûte et orchestre) (2012)
- Triple Concerto pour violon, alto et orchestre (2011)
- Deux pièces lyriques (2007)
- Ave Mozart! (2006)

### Œuvres chorales
- Litanies (2021), texte de Siegfried Sassoon
- No Search, No Rescue (2017), texte du poète palestinien Jehan Bseiso
- The Day of Wrath Shall Come (2017), texte de Thomas of Celano
- La terre est libre (2016), texte de Ole Paus
- The Beauty That Still Remains[33](2015), livret du compositeur basé sur Le Journal d'Anne Frank
- Dies Irae (2014), texte de Heidi Køhn
- And Now Abide (2012)
- The Stolen Child (2009), texte: W.B. Yeats
- Missa Concertante (2008)
- O magnum mysterium (2007)
- The Dome & the River (2006)

### Opéras et œuvres théâtrales
- Children of Ginko / Frøbarna (2017-18), opéra de chambre en un acte, livret de Oda Fiskum
- Hate Songs pour mezzo-soprano et orchestre (2013-14), texte: Dorothy Parker[54]
- Spelet om Christian Frederik (2014)
- Eli Sjursdotter (2013-14), livret de Ola Jonsmoen
- Læreren som ikke ble (2013), livret de l'enseignant qui n'était pas censé être (Olav Anton Thommessen)
- Askeladden – Påls versjon (2010-11), livret de Ole Paus, basé sur le personnage de conte de fées Askeladden
- The Wild Choir (2009), texte de Knut Hamsun
- Heksene (2007-08), livret de Ole Paus, basé sur le roman du même nom de Roald Dahl

### Œuvres de chambre
- Two Eldritch Songs pour voix (ténor) et piano (2021)
- Fragments de Sappho (2020)
- Sonate pour violon et piano (2020)
- Chansons de Shiraz (2020)
- The Song and the Catastrophe (2018), texte de Ulrik Farestad
- Confessions (2018), texte de André Bjerke
- Never (2017), texte de André Bjerke
- Everyday Miracle (2017), texte de André Bjerke
- Room Mates (2017), texte de Ulrik Farestad
- Late Summer Songs (2017), texte de Jan Erik Vold
- The Yearning of Things (2017), texte de André Bjerke
- Love Songs (2016), texte de Dorothy Parker
- Music to Hear (Sonnet VIII) (2016), texte de William Shakespeare
- Sonate pour contrebasse et piano (2016)
- The Harvesting (2016), texte de Edvard Munch
- Afterplay: Eternity's Gaze (2015), texte de Ole Paus
- Fanfare pour deux violons (2015)
- Requiem (2014), texte de Ole Paus
- Screwing Britten (2013)
- Quatuor à cordes n° 4 ‘Ashes’ (2013)
- Sonate pour violoncelle et piano (2009)
- Quatuor à cordes n°3 (2006)
- Trio pour clarinette, violon et piano (2006)
- Lasuliansko Horo pour violon et piano (2004)

### Travaux solo
- Slava Ukraini! (2022; composé pendant l'invasion russe de l'Ukraine en 2022)
- Bonnes Vibrations dans les Mauvais Temps (2020)
- Decameron: Concerto Rifugio (2020)
- Pressentiments (2020)
- Fièvre de Cabine (2020)
- Les Eaux de Vinje (Souvenir d'un Voyage) (2019)
- Intrada pour Hautbois Solo (2018)
- Variations Kleiberg pour Piano Solo (2018)
- Chanson de Mathias pour Piano Solo (2018)
- Sarabande pour Clavicorde Solo (2018)
- Stetind (2018)
- Seul pour Violoncelle Solo (2017)
- Lignes de Septembre pour Clarinette Solo (2017)
- Sonate pour Clarinette Solo (2017)
- Christiania, 1899 pour Piano Solo (2016)
- Élégie pour Flûte à Bec Alto Solo (ou Hautbois) (2016)
- Apparitions pour Flûte Solo (2016)
- Chansons de Marbre (2016)
- Rôdant (2016)
- Sonate pour Basson Solo (2016)
- Trois Lignes (2016)
- Deux Idylles (2016)
- Deux Pièces pour Clavecin Solo (2016)
- Un Prologue au Passé (2015)
- Inventaire (2015), texte de Dorothy Parker
- Esquisses d'Été (2015)
- Théorie (2015), texte de Dorothy Parker
- Un Front Plus Éloigné (2014)
- Sur le nom de Bach (2014)
- Vita (2014)
- Trois Nuances du Mal (2013)
- Trauermusik pour Violoncelle Solo (2012)
- 4 Memento Mori pour Piano Solo (2012)
- Les Dames sur le Pont pour Violon Solo (2010)

### Bandes sonores de films
- Rex Barbaricum (série documentaire)
- Mortal (2020), réalisé par André Øvredal
- UMEÅ4ever (2011), réalisé par Geir Greni
- Upperdog[55],[56] (2009), réalisé par Sara Johnsen

## Discographie
- Ensemble 96s: Kind (2L, 2010) (L'Enfant Volé)
- UMEÅ4ever (MTG Music, 2011)
- Henning Kraggerud: Munch Suite (Simax 2013)
- Johannes Martens et Joachim Kwetzinsky: Marcus Paus (Aurora 2013)
- Orchestre philharmonique de Bergen: OPUS 250 (LAWO Classics, 2015) (Concerto pour Timbales et Orchestre)
- Tom Ottar Andreassen, l'Orchestre de la radio norvégienne, Henning Kraggerud, Oslo Camerata dirigé par Stephan Barratt-Due et autres: Marcus Paus – Odes & Elegies (Sheva Contemporary, 2017)
- Tora Augestad et l'Orchestre philharmonique d'Oslo: Portraying Passion: Œuvres de Weill/Paus/Ives (LAWO Classics, 2018)
- Julie Kleive et Joachim Kwetzinsky: En hellig, alminnelig lek [Un Jeu Sacré, Ordinaire] (Grappa Musikkforlag, 2018)
- Chœur de Filles Norvégiennes: The Beauty That Still Remains (2L, 2020)
- Julie Kleive et Joachim Kwetzinsky: Dypt i forledelsen [Profondément dans la Séduction] (MTG Music, 2020)
- Mortal (MTG Music, 2020)
- Zurich Chamber Singers: O Nata Lux (Berlin Classics, 2020) (O Magnum Mysterium)
- Good Vibes in Bad Times (MTG Music, 2020)
- Sonate pour Violon et Piano (Sheva Contemporary, 2021)
- Cabin Fever: Pandemic Works (Sheva Contemporary, 2022)
- Requiem/Trisyn/Læreren som ikke ble[57] (2022), avec Requiem par Marcus Paus/Ole Paus, et L'Enseignant qui n'a Pas été par Marcus Paus/Olav Anton Thommessen
- Krigskorset (Hærens Musikkorps, 2023), écrit pour les forces armées norvégiennes

## Prix
- Prix Wessel, 2012
- Prix du Compositeur de l'Année (gagné) des Editeurs de Musique Norvégiens, 2017
- Prix Amanda pour la Meilleure Musique (nommé), 2020
- Compositeur Percée de l'Année, Movie Music UK Awards (nommé), 2020